# Cultura bonnanaro

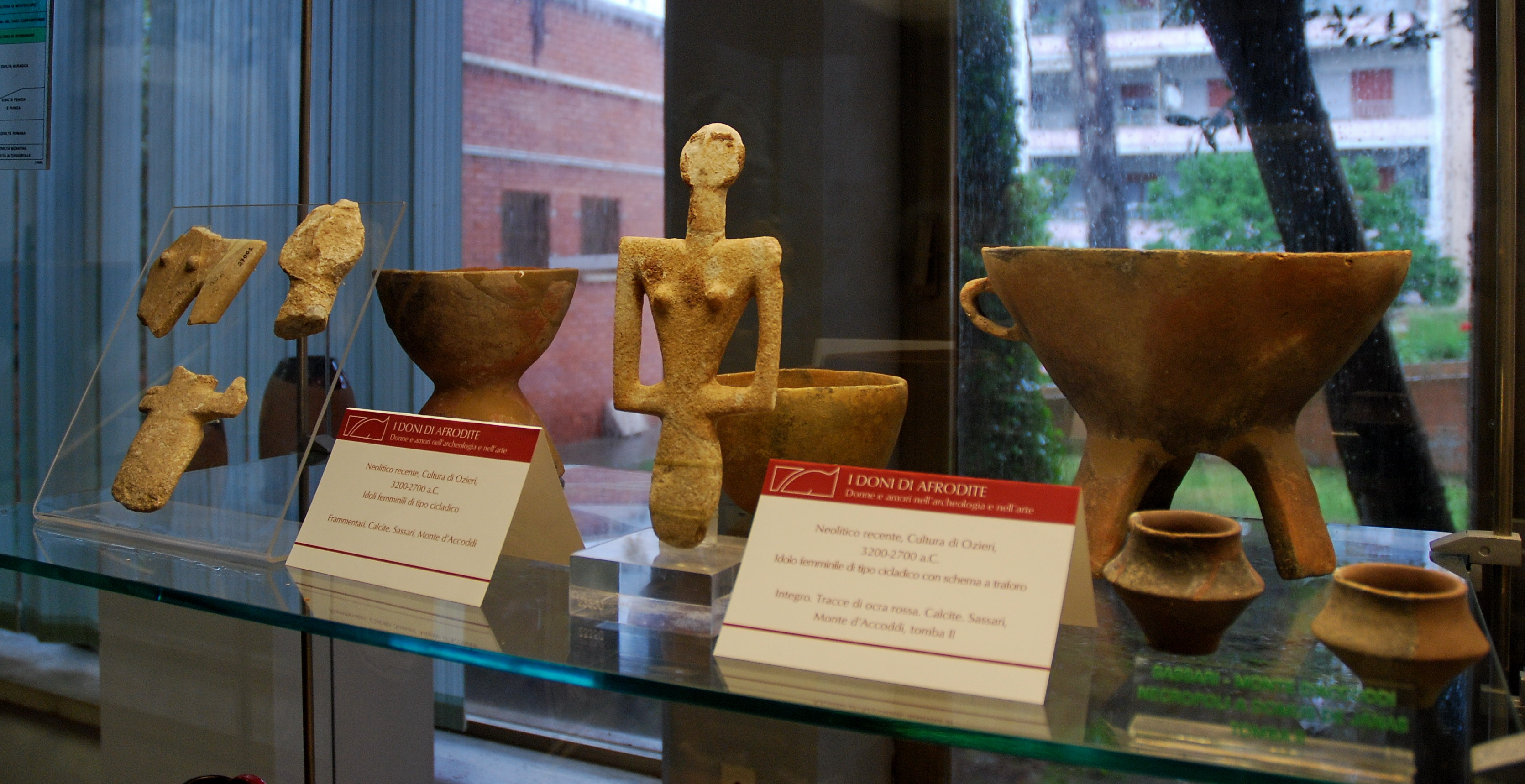
Cerámica Bonnanaro

La cultura Bonnanaro es una cultura protohistórica  que floreció en Cerdeña durante el II milenio a. C. (1800–1600 a. C.), considerado como la primera etapa de la civilización nurágica. Toma su nombre de la comuna de Bonnanaro en la provincia de Sassari donde fue descubierto el sitio epónimo en 1889.

## Cronología

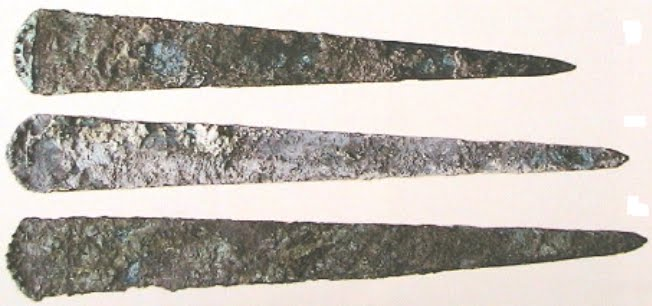
Espadas de la cultura Bonnanaro (fase A2) de Sant'Iroxi, Decimoputzu

La cultura Bonnanaro se divide cronológicamente en dos fases principales:
| Fase                        | Fechas          |
| --------------------------- | --------------- |
| Bonnanaro A1 Corona Moltana | 1800–1650 a. C. |
| Bonnanaro A2 Sant'Iroxi     | 1650–1600 a. C. |

## Origen

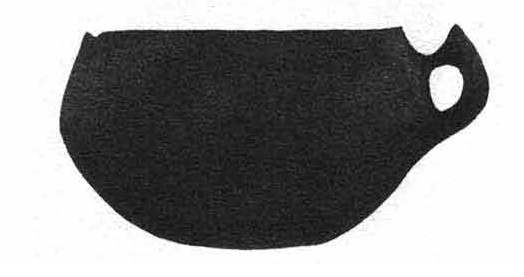
Vasija Bonnanaro con su mango característico

Según Giovanni Lilliu, el grupo humano que produjo esta cultura probablemente se originó en Europa Central y el área de la cultura Polada. Desde un punto de vista de la cultura material, la cultura Bonnanaro muestra influencias de la precedente cultura del vaso campaniforme, y la posterior (epicampaniforme) cultura Polada de Italia septentrional.

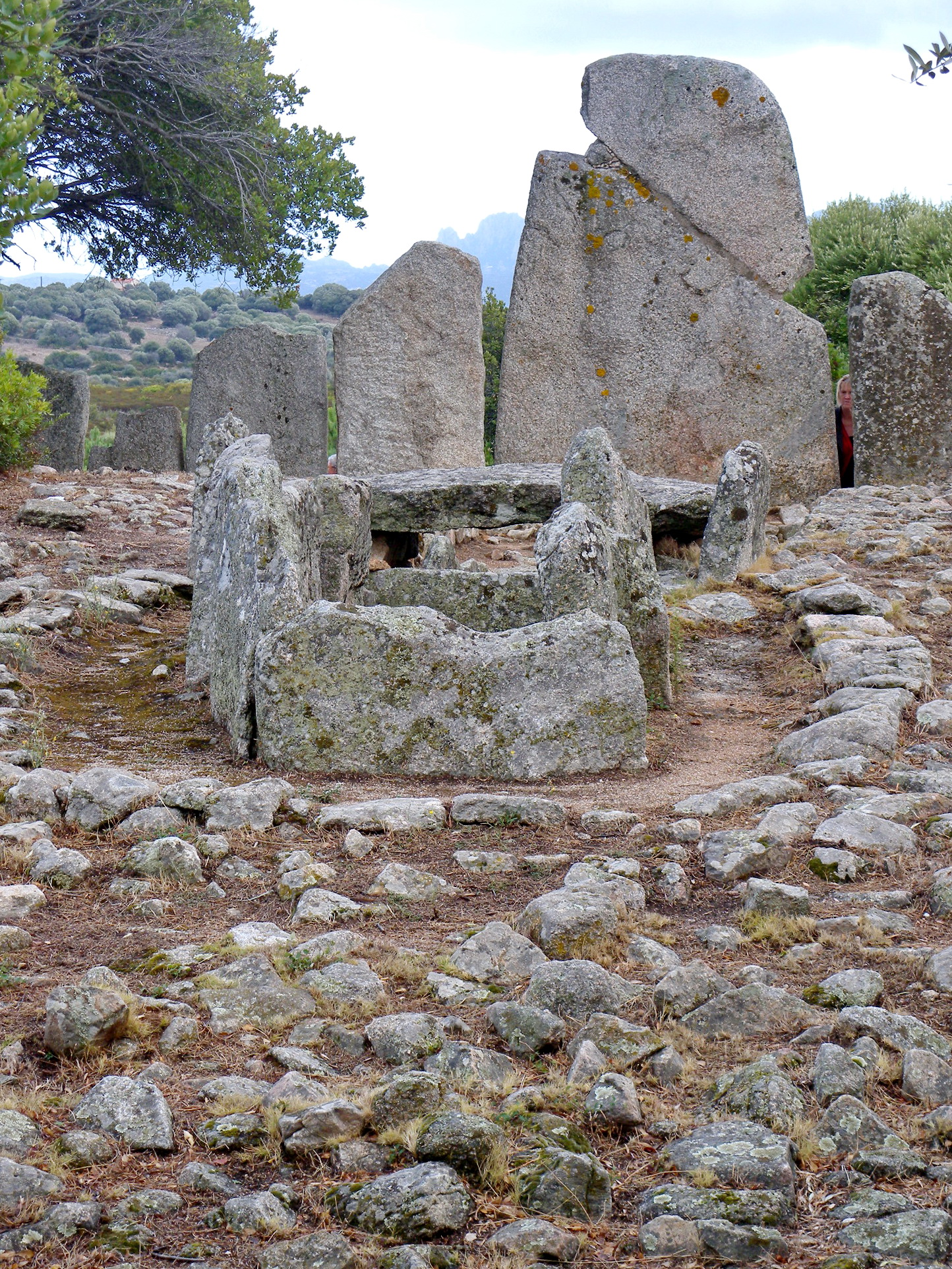
Li Lolghi, Arzachena

## Descripción
Los sitios de la cultura Bonnanaro, perteneciente mayoritariamente a sitios de entierros, están esparcidos a lo largo del territorio sardo, con una mayor concentración en las regiones mineras de Nurra y Sulcis-Igleciente, así como en el Campidano. La cerámica era lisa y lineal, sin decoraciones, y caracterizada por sus mangos.El número de objetos metálicos aumentó y aparecieron las primeras espadas de bronce arsenical.
Sólo se conocen cuatro asentamientos de esta cultura: Su Campu Lontanu en Florinas, Sa Turricula en Muros, Costa Tana en Bonarcado y Abiti en Teti. Las casas tenían una base de albañilería mientras el techo estaba fabricado de madera y ramas.
Es todavía incierto si los primeros "protonuragas" o "pseudonuragas" fueron construidos en esta época o en la sucesiva cultura Sub-Bonnanaro (o Bonnanaro B) de la edad de bronce media (1600–1330 a. C.), a pesar de que análisis de datación por carbono-14 en muestras orgánicas de Protonuraghe Bruncu Madugui sugiere que fueron construidos en algún momento alrededor de 1820 a. C. Los protonuragas eran edificios megalíticos qué se consideran precursores de los nuragas clásicos. Son edificios horizontales que se caracterizan por un pasillo largo con habitaciones y celdas.
Las tipologías de tumbas de la cultura Bonnanaro incluyen el domus de janas, cuevas, cistas y allée couvertes.

## Antropología física

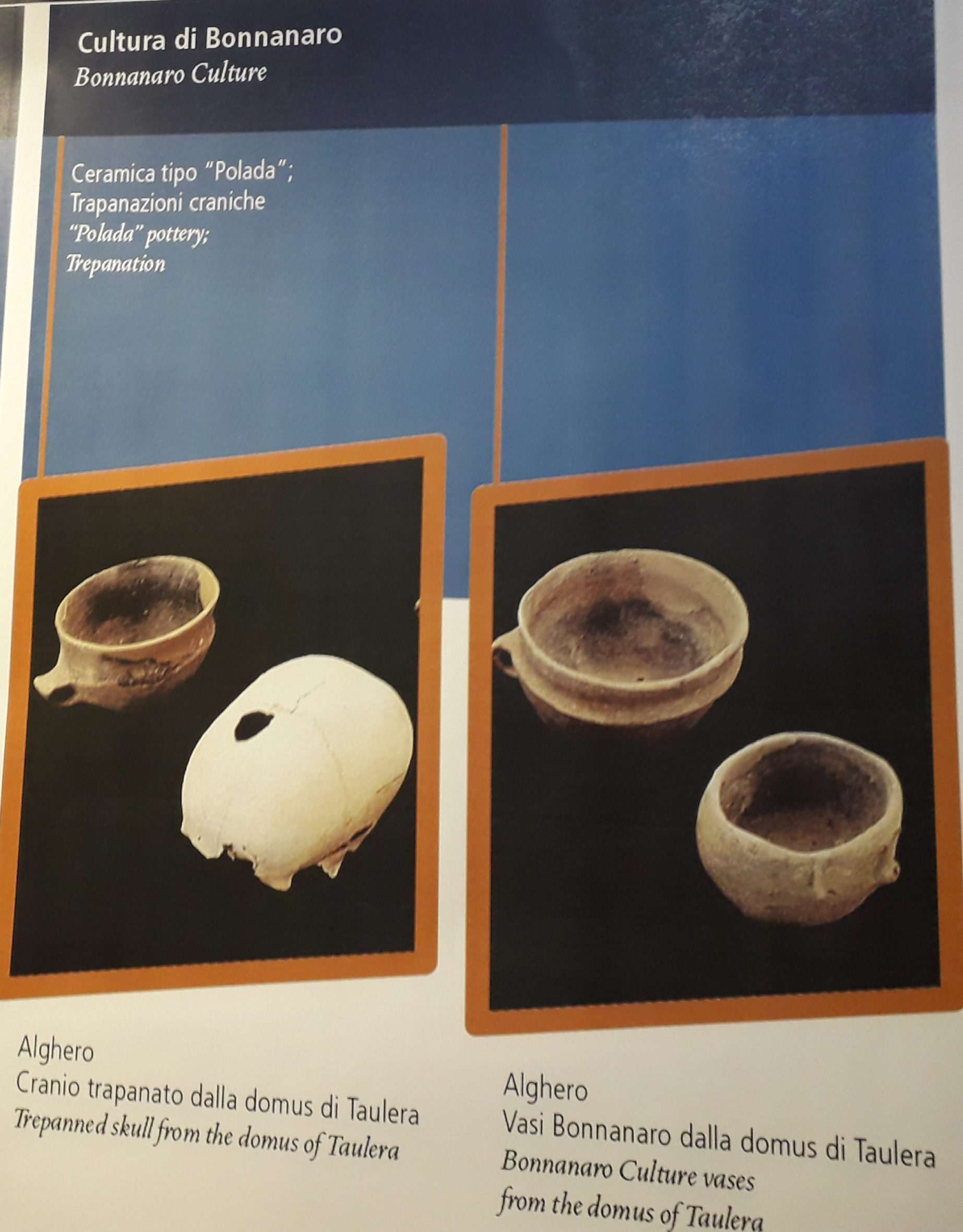
Tablero informativo sobre la cultura Bonnanaro. Un cráneo trepanado se exhibe en la parte inferior izquierda.

Aproximadamente 200 esqueletos humanos del periodo muestran que la población Bonnanaro (fase A1) estuvo compuesta principalmente de individuos dolicocéfalicos (67%) con una minoría de braquicefálicos (33%), estos últimos concentrados en la porción noroccidental de la isla. La altura media era de 1.62 m para hombres y 1.59 m para mujeres. La población Bonnanaro adoleció de osteoporosis, hiperostosis, anemia, caries y tumores, y se practicaba la trepanación craneal.